# Jean-Isaac Pontanus
Pour les articles homonymes, voir Pontanus.
Jean-Isaac Pontanus est un philologue et historien danois, né à Elseneur (île Seeland) en 1571 et mort en 1639.
Il étudia trois ans sous la direction du grand astronome Tycho Brahe, suivit ensuite des cours de médecine dans diverses académies de l'Europe et fut nommé, en 1604, professeur de mathématiques et de physique à Harderwyck, en Hollande.
Il était historiographe du roi de Danemark (1620) et des États de Gueldre.

## Œuvres
- Analectorum libri III (Rostock, 1599, in-4°) ;
- Historia urbis et rerum Amstelodamensium (Amsterdam, 1611, in-fol.), ouvrage qui contient de curieuses recherches sur les origines d'Amsterdam, sur le commerce et la navigation des Hollandais, etc.;
- Originum Francicarum libri VI (Harderwyck, 1616, in-4°), où l'auteur cherche à prouver la commune origine des Français et des Germains ;
- De Pygmœis (Harderwyck,1629, in-4°);
- Rerum Danicarum historia (Amsterdam, 1631, in-fol.). Le second volume resté manuscrit de cette histoire, qui atteste de longues recherches, a été publié à Flensbourg. (1737, in-fol.);
- Poematum libri VI (Amsterdam, 163l), où l'on trouve des pièces diverses et la relation d'un voyage de l'auteur dans la Gaule narbonnaise ;
- Discussiones historicae (Harderwyck, 1637, in-8°) ;
- Historia geldrica (Harderwyck, 1639), etc.